# Teymur Məmmədov (zapaśnik)
Teymur Məmmədov (ur. 12 kwietnia 1997) – azerski zapaśnik walczący w stylu wolnym. 
Złoty medalista młodzieżowych igrzysk olimpijskich z 2014. Pierwszy na ME U-23 w 2017. Mistrz świata juniorów w 2015, a także kadetów w 2014 i trzeci w 2013. Mistrz Europy kadetów w 2013 i 2014 roku.